# Tô Châu (phường)
Tô Châu là một phường thuộc tỉnh An Giang, Việt Nam.

## Địa lý
Phường Tô Châu có vị trí địa lý:
- Phía đông giáp xã Thuận Yên
- Phía tây giáp phường Bình San và phường Pháo Đài
- Phía nam giáp Vịnh Thái Lan
- Phía bắc giáp phường Đông Hồ.

Phường Tô Châu có diện tích 5,35 km², dân số năm 2020 là 6.844 người, mật độ dân số đạt 1.279 người/km².
Phường Tô Châu có Núi Tô Châu và bến xe thành phố Hà Tiên. Đây cũng là nơi đặt tượng Mạc Cửu ngang Quốc lộ 80.

## Hành chính
Phường Tô Châu được chia thành 4 khu phố: 1, 2, 3, 4.

## Lịch sử
Ngày 8 tháng 7 năm 1998, Chính phủ ban hành Nghị định 47/1998/NĐ-CP về việc thành lập phường Tô Châu trên cơ sở 247,2 ha diện tích tự nhiên và 4.273 nhân khẩu của thị trấn Hà Tiên.
Ngày 11 tháng 9 năm 2018, Ủy ban Thường vụ Quốc hội ban hành Nghị quyết 573/NQ-UBTVQH14 về việc thành lập thành phố Hà Tiên thuộc tỉnh Kiên Giang và phường Tô Châu trực thuộc thành phố Hà Tiên.